# Mk 14 (гвинтівка)
Mk 14 Enhanced Battle Rifle (EBR) — американська бойова гвинтівка селективного вогню, призначена для стрільби під набій НАТО 7,62×51 мм. Це варіант бойової гвинтівки M14 і спочатку створювався для використання підрозділами Сил Спеціальних Операції США, такими як морські котики ВМС США, Delta Force і команди/підрозділи ODA зелених беретів, що виконують специфічні завдання.

## Історія
Розробка почалася в 2000 році з запиту морських котиків ВМС США на більш компактну бойову гвинтівку M14. У 2001 році Mike Rock Rifle Barrels був єдиним виробником стволів для гвинтівок, якого Командування спеціальних операцій Сполучених Штатів Америки попросило взяти участь у конференції SOPMOD, щоб створити Mk 14 Mod 0 EBR із деталями, які включають складаний приклад, який був потрібен для нової гвинтівки із алюмінієвим корпусом і телескопічними направляючими. Над створенням нової гвинтівки Майк Рок працював разом з інженером Джимом Риборді. Випробування показали, що їх гвинтівка була ефективною, але мала надмірні проблеми з шумом.
У 2003 році Рон Смит і Smith Enterprise, Inc. створили власну версію M14 EBR (MK14 SEI), яка мала середньоважкий ствол діаметром 457 мм (18,0 дюймів) і користувалася більшою популярністю, ніж гвинтівка виробництва компанії Рок і Риборді. MK14, що базується на Smith Enterprise була використана як основа для створення Mk 14 Mod 0, а Springfield Armory, Inc. отримала завдання поставити необхідне обладнання для створення зброї спільно із Naval Surface Warfare Center.
Морські котики ВМС США були першими, хто отримав на озброєння EBR у 2004 році, після Берегова охорона США. Армія США також використовує M14 EBR-RI, створений і оновлений Управлінням інтеграції підтримки продукції зброї командування управління життєвим циклом TACOM на випробувальному центрі Keith L. Ware в Арсеналі Рок-Айленд, штат Іллінойс; випустивши приблизно 5000 одиниць до середини 2010 року. Підрозділи Корпус морської піхоти США також розглядали EBR, але натомість закінчили розробку M39 EMR.
На початку 2017 року армія почала писати нову вимогу до гвинтівки SDM для бойових взводів і відділень. Незважаючи на те, що армія використовує M14 EBR з 2009 року, їх довелося здати, коли військові поверталися з театру бойових дій, також вони мали проблеми з вагою, оскільки майже 15 фунтів (6,8 кг) були розвантажені. Нова стрілецька гвинтівка буде оснащена кожним бойовим підрозділом вагою близько 11 фунтів (5,0 кг), який стріляє стандартними патронами M80A1 калібру 7,62 мм, оснащеними гвинтівковою оптикою, а не телескопічним прицілом. У березні 2018 року армія оголосила, що версія HK G28, яка вже була обрана для заміни M110 SASS, буде випущена як стандарт SDMR для служби. Випуск 7,62-мм SDMR має на меті збільшити здатність окремих загонів пробивати бронежилети противника, які не можуть пробити стандартні набої калібру 5,56×45 мм. Філдинґ планували розпочати наприкінці 2018 року.

## Дизайн
Mk 14 EBR це модифікація звичайної M14, що замінює стандартний 22-дюймовий (560 мм) ствол на 18-дюймовий (460 мм), який кріпиться болтами до телескопічної системи приклада шасі з пістолетною рукояткою, іншою мушкою, Harris. сошками, чотирма рейками Picatinny (що оточують ствол), і більш ефективний пламегасник замість стандартного пламегасника USGI з вушками. На гвинтівці використовується лопатевий упор затвора, схожий на такий, як у карабіна M4. Ложа системи шасі EBR повністю складається з легкого авіаційного сплаву.
Також додається захист для рук Kydex і M68 CCO, хоча вони майже завжди замінюються вертикальною передньою рукояткою та збільшувальним прицілом для більшої зручності та для кращого використання в призначеній ролі стрільця. На DC можна встановити придушник Wind Talker. Вихровий пламегасник, хоч армія США і не взяла його на озброєння.
Sage International брала певну участь у прийнятті рішення стосовно інвестування приблизно 120 000 доларів США в прес-форму для лиття під тиском, що включала в конструкцію кріплення для рейок, виробництва запасного матеріалу із суцільної алюмінієвої заготовки з вибором останнього, який потім був показаний на SHOT Show в Орландо в 2003 році.
Mk 14 критикували за те, що вона занадто важка, 14 фунтів (6,4 кг) у зарядженому магазині на 20 патронів, причому більша частина цієї ваги припадає на передню частину зброї, що ускладнює прицілювання.

### Конфігурації
Для Mk 14 Mod 0 EBR доступні кілька конфігурацій, включаючи приєднання прицілу нічного бачення AN/PVS-4. Інші включали можливість додавання двох різних прицілів або прицілів на рейках Пікатині для більшої точності або рівня збільшення.

## Варіанти

### Mk 14 Mod 0
Вперше представлений у 2013 році, Mod 0 замінює приклад і цівку M14, а робочий стрижень був перероблений, з'єднуючи ствол із прикладом. Розроблений для використання ВМС США та Корпусом морської піхоти, його частини покриті фосфатом марганцю для захисту від корозії.

### M39 EMR
Гвинтівку M39 Enhanced Marksman Rifle почали розробляти приблизно в 2006 році на прохання Командування Систем Морської Піхоти США, яке хотіло створити універсальну напівавтоматичну гвинтівку, яка могла б працювати разом з M40A5. Ця версія надійшла на озброєння в 2008 році, замінивши стандартний M14 DMR у використанні морської піхоти.

## Видавці

### Військовий варіант
У той час як Naval Surface Warfare Center Crane Division створює військові гвинтівки Mk 14 Mod 0 і Mod 1, Sage International уклала контракт на постачання прикладу типу шасі для зброї.

### Цивільний варіант
Цивільна версія, створена Smith Enterprise Inc., також відома як MK14 SEI. Ложа шасі Sage EBR доступна у варіанті карабіна, відомому як M14ALCS/CV. Варіант карабіна також відомий як MK14 SEI Mod 1.
Інші включають Fulton Armory, яка веде вогонь у напівавтоматичному режимі замість повністю автоматичного.
Компанія Troy Industries створила копію модульної системи EBR, виготовленої Naval Surface Warfare Center Crane Division, під назвою Troy Modular Chassis System, яку можна використовувати, встановивши будь-яку діючу гвинтівку M1A або M14 на MCS. Філіппінська зброярська компанія FERFRANS створила свою версію Mk 14 Mod 0 під назвою FERFRANS SOPMOD M14/M1A Enhanced Battle Rifle, яка використовує алюмінієве шасі Sage International M14/M1A EBR Tactical Stock System, приклад M4 і Бойова прицільна сітка загального призначення GRSC M4-62.

## Оператори
- Австралія: Використовується Полком Спеціальної Авіаціонної Служби в операціях по боротьбі із Талібаном.
- Ірак: Сили Спеціальних Операцій Іраку.
- Сполучені Штати Америки: Використовувалася у війні в Іраку і Афганістані.

### Неофіційно використовують
- Вільна Сирійська Армія
- Ісламська Держава